# Canatiba
Canatiba é uma indústria têxtil brasileira. Foi fundada em 1969 por João Covolan Filho no município de Santa Bárbara d'Oeste, no interior do estado de São Paulo, onde a empresa mantém três fábricas.
A Têxtil Canatiba emprega cerca dois mil funcionários e tem capacidade de produção de 108 milhões de metros lineares de denim (popularmente conhecido como jeans), sendo considerada uma das cinco maiores tecelagens da América do Sul.
A empresa também promove o "Canatiba Fashion Truck", um caminhão que desde 2012 visita diferentes cidades com referências da moda para promover uma interação entre a equipe itinerante e as locais.

## Inovações
A Canatiba desenvolveu, em parceria com a Rhodia Fibras, um tipo de jeans batizado de "Beauty Denim", que absorve o calor do corpo e o devolve em forma de raios ultravermelhos longos, que estimulariam a microcirculação sanguínea e combateriam a celulite. O produto levou mais de cinco anos para ser desenvolvido.